# Episodi di Doctor's Diary - Gli uomini sono la migliore medicina
Gli episodi de Doctor's Diary - Gli uomini sono la migliore medicina sono stati trasmessi in Germania dal 23 giugno 2008 al 14 febbraio 2011 sul canale tedesco RTL Television. 
In Italia la serie è andata in onda dal 5 al 23 giugno 2017 in prima visione su Rai Premium.
| Stagione | Titolo originale                           | Titolo italiano                           | Prima TV UK       | Prima TV Italia |
| -------- | ------------------------------------------ | ----------------------------------------- | ----------------- | --------------- |
| 1        | Männer sind Schweine!                      | Cuore spezzato                            | 23 giugno 2008    | 5 giugno 2017   |
| 1        | Hilfe, ich brauche ein Date!               | Aiuto, mi serve un appuntamento!          | 23 giugno 2008    | 5 giugno 2017   |
| 1        | Bin ich fett?                              | Sono grassa?                              | 30 giugno 2008    | 6 giugno 2017   |
| 1        | Marc will Sex                              | Il valore dei sentimenti                  | 7 luglio 2008     | 6 giugno 2017   |
| 1        | Dr. Kaan ist doch süß!                     | Segreti di cuore                          | 14 luglio 2008    | 7 giugno 2017   |
| 1        | Frauen auf dem Ärzteball                   | Un partner conteso                        | 21 luglio 2008    | 7 giugno 2017   |
| 1        | Nonnen sind auch nur Frauen                | I legami nascosti                         | 28 luglio 2008    | 8 giugno 2017   |
| 1        | Brauche dringend Happy End                 | Non perdere la speranza                   | 4 agosto 2008     | 8 giugno 2017   |
| 2        | Hurra – Endlich wieder Liebeskummer        | L'avventura non è ancora finita - Parte 1 | 3 agosto 2009     | 9 giugno 2017   |
| 2        | Einmal – Cinderella und zurück             | L'avventura non è ancora finita - Parte 2 | 3 agosto 2009     | 9 giugno 2017   |
| 2        | Yippie – Noch mehr Arsch, noch weniger Sex | Dentona non si arrende                    | 10 agosto 2009    | 13 giugno 2017  |
| 2        | Na toll – Ohne Marc ist alles doof!        | Ho mentito per te                         | 17 agosto 2009    | 13 giugno 2017  |
| 2        | Huch – Wachse über mich hinaus!            | Il premio                                 | 24 agosto 2009    | 14 giugno 2017  |
| 2        | Sauerei – Millionär will mein Herz stehlen | Patatine fritte                           | 31 agosto 2009    | 14 giugno 2017  |
| 2        | Romantisch – Drei Männer auf Haasenjagd    | Anello che va, anello che viene           | 7 settembre 2009  | 15 giugno 2017  |
| 2        | Ja, ich will – Aber wer will mich?         | Al cuore non si comanda                   | 14 settembre 2009 | 15 giugno 2017  |
| 3        | Skandal! Hochzeitsnacht zu dritt, Teil 1   | Una notte di nozze complicata - Parte 1   | 5 gennaio 2011    | 16 giugno 2017  |
| 3        | Skandal! Hochzeitsnacht zu dritt, Teil 2   | Una notte di nozze complicata - Parte 2   | 5 gennaio 2011    | 16 giugno 2017  |
| 3        | Oh Gott! Mein Mann hat mich nackt gesehen! | Complessi e paure                         | 10 gennaio 2011   | 21 giugno 2017  |
| 3        | Mist! Wieder einen Frosch erwischt!        | La trappola                               | 17 gennaio 2011   | 21 giugno 2017  |
| 3        | Oh Je! Dein Ex auf Wein, das lass sein!    | Dottoressa in missione                    | 24 gennaio 2011   | 22 giugno 2017  |
| 3        | Autsch! Sturz von der Karriereleiter       | La scommessa                              | 31 gennaio 2011   | 22 giugno 2017  |
| 3        | Endlich! Ein Kind von Marc!                | Un nuovo futuro                           | 7 febbraio 2011   | 23 giugno 2017  |
| 3        | Herr Ober! Mein Happy End ist kalt!        | I sogni diventano realtà                  | 14 febbraio 2011  | 23 giugno 2017  |